# Ховард, Софи
Софи Аманда Ховард (англ. Sophie Amanda Howard, родилась 24 февраля 1983 в Саутпорте) — британская фотомодель.

## Биография
Родители: Стивен и Тина Ховард. Детство провела в Саутпорте со своими братьями Китом и Марком, позднее переехала в Эллсмер-Порт. Училась в католической школе, состояла в Армии спасения до 16-летнего возраста. В возрасте 17 лет стала работать в ночном клубе стриптизёршей.
После окончания школы Софи поступила в Университет Эдж-Хилл на факультет английского языка, однако затем бросила учёбу ради карьеры модели, подписав контракт с агентством IMM. Чуть позднее она подписала контракт с журналом Loaded, в котором вела собственную колонку «Sophie’s Choice». Снималась в фотосессиях для таких журналов, как Zoo, FHM, MAXIM, Bizarre и Nuts. В рейтинге самых красивых женщин 2005 года по версии FHM занимала 73-е место, через год поднялась на 68-е место.
В 2009 году снова поступила в Университет Эдж-Хилл на медицинский факультет, ради учёбы с 2011 по 2013 годы прерывала карьеру модели. Окончила университет с дипломом врача-психиатра. По состоянию на 2014 год проживает в Австралии.

## Интересные факты
- В шестом классе врачи поставили Софи диагноз — красная волчанка[2].
- У Софи насчитывается десять татуировок на теле, но на фотографиях все татуировки всегда удаляются.
- Её любимый футбольный клуб — «Ливерпуль»[3].